# Cremocarpon sessilifolium
Cremocarpon sessilifolium är en måreväxtart som beskrevs av Cornelis Eliza Bertus Bremekamp. Cremocarpon sessilifolium ingår i släktet Cremocarpon och familjen måreväxter. Inga underarter finns listade i Catalogue of Life.